# Tournoi de Cancún de judo
Le tournoi de Cancún est une compétition de judo organisée annuellement. Ce tournoi est un événement majeur dans le calendrier international du fait de son label « Grand Prix ».

## Palmarès masculin
| Grand Prix | Grand Prix         | Grand Prix     | Grand Prix      | Grand Prix       | Grand Prix              | Grand Prix     | Grand Prix    |
| Année      | -60 kg             | -66 kg         | -73 kg          | -81 kg           | -90 kg                  | -100 kg        | +100 kg       |
| ---------- | ------------------ | -------------- | --------------- | ---------------- | ----------------------- | -------------- | ------------- |
| 2017       | Francisco Garrigós | Tal Flicker    | Marcelo Contini | Emmanuel Lucenti | Nikoloz Sherazadishvili | Peter Paltchik | David Moura   |
| 2018       | Tornike Tsjakadoea | Aram Grigoryan | Tommy Macias    | Sami Chouchi     | Iván Felipe Silva       | Niiaz Bilalov  | Lukáš Krpálek |

## Palmarès féminin
| Grand Prix | Grand Prix       | Grand Prix    | Grand Prix    | Grand Prix          | Grand Prix        | Grand Prix    | Grand Prix   |
| Année      | -48 kg           | -52 kg        | -57 kg        | -63 kg              | -70 kg            | -78 kg        | +78 kg       |
| ---------- | ---------------- | ------------- | ------------- | ------------------- | ----------------- | ------------- | ------------ |
| 2017       | Gabriela Chibana | Luz Olvera    | Marti Malloy  | Ketleyn Quadros     | María Bernabéu    | Mayra Aguiar  | Ivana Šutalo |
| 2018       | Paula Pareto     | Ana Pérez Box | Rafaela Silva | Magdalena Krssakova | Michaela Polleres | Rika Takayama | Idalys Ortíz |